# Farrand Stewart Stranahan

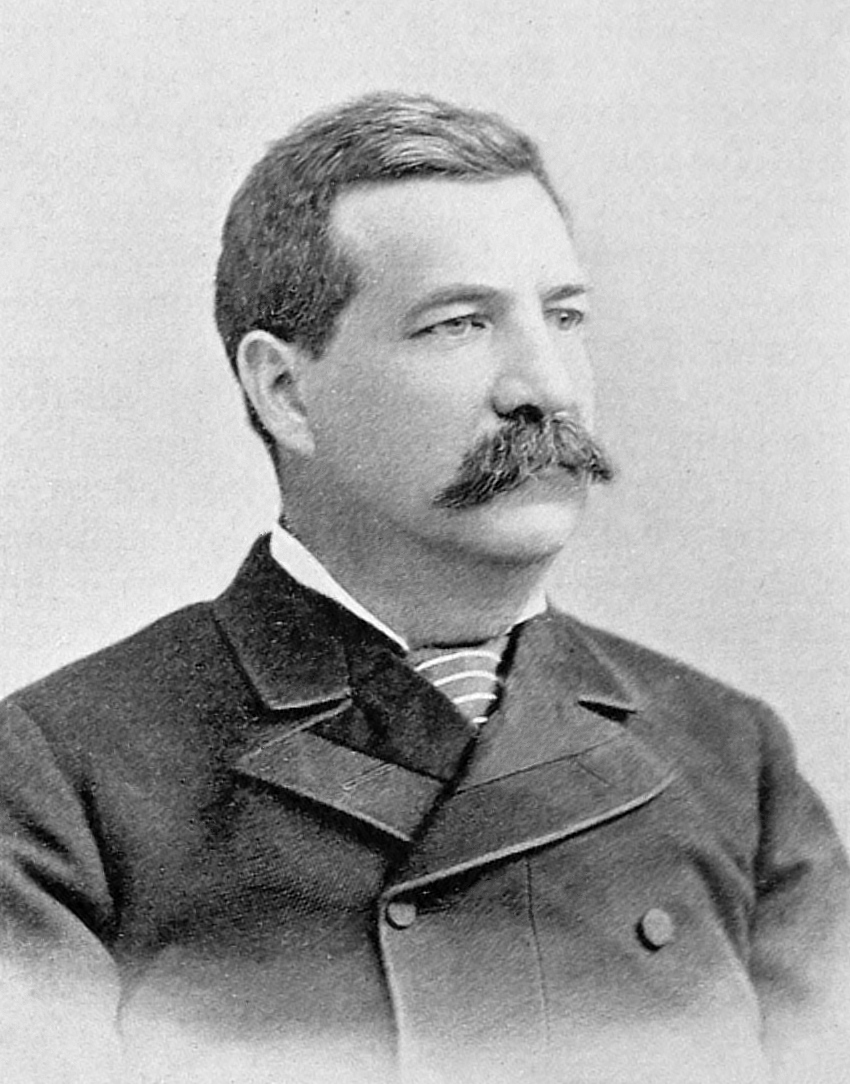
F. Stewart Stranahan

Farrand Stewart Stranahan (* 2. Februar 1842 in New York City; † 13. Juli 1904 in St. Albans, Vermont) war ein US-amerikanischer Veteran des Sezessionskriegs, leitender Angestellter der Central Vermont Railway, Bankier und Politiker, der von 1892 bis 1894 Vizegouverneur von Vermont war.

## Leben
F. Stewart Stranahan wurde in New York City als Sohn von Farrand Stewart Stranahan (1812–1845) und Caroline (Curtis) Stranahan geboren. Der New Yorker State Senator Farrand Stranahan (1778–1826) war sein Großvater und sein Urgroßvater war General Charles Stewart (1729–1800).
Nach Vermont zog Stranahan 1859. Drei Jahre später, am 6. August 1862 heiratete er Miranda Aldis Brainerd, Tochter des Senators Lawrence Brainerd und seiner Frau Fidelia Gadcomb. Diese Ehe verband ihn mit zwei der bedeutendsten Familien Vermonts, den Familien Brainerd und Smith. Mirindas Schwester, die Autorin Ann Eliza Smith, war die Ehefrau des Gouverneurs des Bundesstaates Vermont J. Gregory Smith, der auch Präsident der Central Vermont Railway war. Ihr Bruder Lawrence Brainerd Jr. war mit Luisa T.B. Smith, der Schwester von J. Gregory Smith, verheiratet.
Bereits der Vater von J. Gregory Smith John Smith war Sprecher im Repräsentantenhaus von Vermont und Mitglied im Repräsentantenhaus der Vereinigten Staaten, zusätzlich einer der frühen Begründer der Central Vermont Railway. Der Bruder von J. Gregory Smith war Worthington Curtis Smith, Abgeordneter im Repräsentantenhaus der Vereinigten Staaten und Vater des Gouverneurs von Vermont Edward Curtis Smith.

## Sezessionskrieg
Stranahan wurde am  15. August 1862 angeworben und musterte als First Sergeant der Kompanie L des 1st Vermont Cavalry Regiments am 29. September 1862 an. Er wurde zum Second Lieutenant am 18. Januar 1864 ernannt, dies rückwirkend zum 5. Januar und zum First Lieutenant am 5. Mai 1864, rückwirkend zum 28. Februar. Für mehrere Monate war er Aide-de-camp von Brigadegeneral George Armstrong Custer.
In seiner Zeit als First Sergeant nahm Stranahan unter Elon John Farnsworth am Angriff in der Schlacht von Gettysburg teil.
Stranahan quittierte den Dienst am 28. August 1864. Am Abend des 19. Oktober 1864 jedoch erreichte mit der nördlichsten Kampfhandlung an Land, dem St.-Albans-Vorfall, der Sezessionskrieg die Stadt St. Albans. Stranahan beteiligte sich an der Verfolgung der flüchtenden Konföderierten, die bei ihrem Übergriff mehrere Banken ausgeraubt und zwei Bürger verwundeten, davon einen tödlich. Das Haus von J. Gregory Smith war ein Ziel der Raiders, doch die Angreifer umgingen das Haus auf ihrer Flucht. Für ihren Einsatz in der Verteidigung des Smith-Hauses und die Bemühungen um die Menschen in St. Albans, sowie die Verfolgung der Räuber, ernannte Peter T. Washburn Mrs. Smith zum Brevet Oberstleutnant in seinem Stab.

## Späteres Leben
Stranahan wurde nach dem Krieg im Jahr 1865 Zahlmeister der Vermont Central Railway. 1871 wurde er zum Kassierer der National Car Company ernannt, einem anderen Eisenbahnunternehmen der Smith-Familie. Kassierer der Welden National Bank wurde er im Jahr 1886 und zum Vizepräsidenten der Bank wurde er 1892 ernannt. Auch war er einer der Direktoren der Central Vermont Railway, Vizepräsident der Missisquoi Valley Rail Trail, Offizier der National Dispatch Line, einem Teil der Grand Trunk Railway und Vizepräsident des St. Albans Messenger, der örtlichen Zeitung.
Er setzte seine militärische Karriere als Kommandant der Kompanie D des 1st Vermont Infantry Regiments im Rang eines Hauptmanns fort und war Stabschef für Gouverneur Ebenezer J. Ormsbee im Rang eines Obersts.
Stranahan gehörte den Bruderschaften Grand Army of the Republic und dem Military Order of the Loyal Legion of the United States an. Er war Mitglied der Republikanischen Partei und arbeitete als Treuhänder der Stadt St. Albans. Außerdem war er Mitglied des Vermonter Repräsentantenhauses. Später war er Mitglied des Senats von Vermont. Auch war er Treuhänder der Reformierten Schule.
Zum Vizegouverneur von Vermont wurde er 1892 gewählt und trat seine Amtszeit an, die ihm durch die Mountain Rule ermöglicht wurde.
Stranahan erkrankte 1904 und reiste auf die Bahamas um von seiner Krankheit zu genesen. Er starb in St. Albans am 13. Juli 1904. Sein Grab befindet sich auf dem Greenwood Cemetery.